# Поште Српске
Предузеће за поштански саобраћај Републике Српске а. д. Бања Лука, скраћено Поште Српске, јавни је поштански оператер у Републици Српској. Једно је од три предузећа задужена за поштанске услуге у Босни и Херцеговини, док друга два чине БХ Пошта и Хрватска пошта Мостар.
Предузеће је основано 10. децембра 1996. године, након раздвајања некада заједничког ПТТ система Републике Српске на два предузећа — ЈОДП Поште Српске и ЈОДП Телеком Српске.

## Органи
Органи Пошта Српске су: Скупштина акционара, Надзорни одбор и Управа.
Скупштину чине сви акционари. Може бити годишња и ванредна. Надлежна је да: доноси Статут (и његове измјене и допуне и пречишћени текст), утврђује пословну политику, усваја годишњи план и извјештаје о пословању, доноси пословник о свом раду, доноси Етички кодекс, доноси План инвестиција, одлучује о статусним промјенама и промјенама правне форме, одлучује о располагању имовином, одлучује о расподјели годишње добити, одлучује о заступању предузећа и о оснивању пословних (радних) јединица.
Надзорни одбор састоји се од пет чланова које именује Скупштина на период од четири године, с могућношћу поновног избора. Надлежан је да: надзире рад Управе, доноси пословник о свом раду, сазива Скупштину, именује и разрјешава чланове Управе, даје и опозива прокуру, даје предлоге Скупштини, редовно извјештава Скупштину о свом раду.
Управу чини директор и извршни директори. Надлежна је да: организује и води послове, заступа предузеће, даје предлоге Надзорном одбору о пословању и спроводи акте предузећа.

## Организација
Поште Српске у свом саставу имају 269 јединица поштанске мреже, 720 инсталисаних шалтера, 483 шалтера тренутно у функцији и 438 поштанских ковчежића. Више од четвртине свих пошта је аутоматизовано и све уплате извршене у њима налазе се у бази података главног сервера, који је смјештен у Рачунском центру у Бањој Луци. Статистички, свака пошта у просјеку покрива 95 квадратна километра територије и опслужује 1.691 домаћинство, гдје живи 5.733 становника.
У Поштама Српске запослено је 2.406 радника, кроз чије руке годишње прође око 13 милиона писама и пакета и око шест милиона разноразних новчаних упутница. Предузеће располаже са 54 возила за превоз поштанских пошиљака, која годишње пређу преко 1,8 милиона километара.